# 믈라카 해협
말라카 해협(Malaka海峽; 문화어: 말라까해협; 인도네시아어: Selat Malaka) 또는 믈라카 해협(Melaka海峽; 말레이어: Selat Melaka)은 동남아시아의 말레이 반도 남부(말레이시아)와 수마트라섬(인도네시아) 사이에 있는 해협이다.
믈라카 해협은 수에즈 운하, 파나마 운하와 함께 세계에서 가장 중요한 항로이다. 인도양과 태평양을 잇는 가장 중요한 뱃길로, 세계 해상 물동량의 1/5에서 1/4 사이가 이 해협을 통과한다. 바다를 통한 석유 수송의 절반 이상이 이곳을 이용한다. 특히 동아시아 나라들은 석유 공급의 90%를 이 해협에 의존하고 있다. 가장 좁은 곳의 폭이 1.5해리(2.8km)밖에 되지 않아 병목 현상이 심하다.
그래서 이 해협은 해적과 테러리즘의 주요 표적이 되고 있다. 이 밖에도 수마트라섬의 화재 때문에 매년 발생하는 연무 탓에 항해가 제한받기도 한다. 말레이 반도의 끄라 지협을 통과하는 운하나 송유관 계획이 세워지고 있다. 만약 건설된다면, 동아시아로의 원유 수송 비용을 배럴당 0.50달러 줄일 수 있게 된다.

## 지리
북서에서 남동 방향으로 이어지는 가늘고 긴 해협이다. 믈라카 해협의 길이는 약 900km, 너비 65km ~ 70km에 이르며, 북서쪽 해협 입구 부근에서 약 250km로 넓어진다. 순다 대륙붕 상에 있기 때문에 평균 수심은 약 25m로 얕은 편이며, 얕은 암초와 작은 섬, 여울이 많다. 따라서 대형 선박이 지나다닐 수 있는 폭이 불과 몇 킬로미터에 이르는 지점도 있다. 세계에서 가장 선박 항행이 많은 해역 중 하나이며 태평양과 함께 남중국해와 인도양의 일부인 안다만해를 최단 거리로 잇는 주요 항로가 있다. 통과 화물로 가장 많은 것은 중동산 석유와 석유 제품이다. 싱가포르 인근 필립스 수로는 폭이 2.8km로 매우 좁고, 수심도 23m밖에 되지 않기 때문에 세계의 항로 중에서도 가장 극심한 병목 현상이 나타나고 있다. 이 해협을 통과할 수 있는 선박의 최대 크기는 ‘말라카 막스’(Malaccamax)라고 하고, 유조선 대형화를 제한하는 요인이 되고 있다.
이 지역은 쾨펜의 기후 구분으로 해역과 양안의 거의 전역이 열대우림기후(Af)에 속한다. 해류는 일년내내 남동쪽에서 북서쪽을 향해 흐르고 있다. 일반적으로 파도가 잔잔하지만, 북동 계절풍이 발달하는 계절에는 해류의 속도를 더 빨라진다. 말라카 해협으로 흘러나오는 주요 하천으로는 수마트라섬의 캄파르강, 아사항강이 있다.
연안국으로는 인도네시아, 말레이시아 그리고 싱가포르이며, 태국도 연안국에 포함시킬 수 있다. 해운업계는 이 해협 부근을 ‘해협 지역’으로 일괄하여 부르고 있으며, 주요 무역항으로는 말레이 반도의 피낭(조지타운, 피낭주), 믈라카(영어로는 말라카), 클랑항(옛 이름 스웨트넘항, 슬랑오르주), 싱가포르, 수마트라에 두마이(리아우주) 등이 있으며, 현재 가장 큰 항구 도시는 싱가포르이다.
해협 양안에는 천연고무의 재배가 활발하며, 세계적인 산지로 알려져 있다. 해협에 임하는 머레이 반도 쪽의 주요 도시들로는 위의 도시들 외에 피낭주의 조지타운, 페락주의 타이핑 등이 있다. 인도네시아의 수마트라섬 최대 도시 메단(북수마트라) 외에도 두마이, 아체주의 랑사, 북수마트라주의 탄중발라이 등의 도시들이 있다. 말라카 해협에 접하는 태국 푸껫섬, 말레이시아의 피낭섬은 세계적인 휴양지로도 알려져 있다.

### 범위
국제수로기구(IHO)가 펴낸 《해양과 바다의 경계》 제3판에서 정하는 말라카 해협의 범위는 다음과 같다.
- 서단

수마트라섬 북쪽의 뻬드로푼(Pedropunt) (북위 5도 40분 동경 95도 26분과 태국의 푸켓섬 남단의 렘보알란(Lem Voalan)(북위 7도 45분 동경 98도 18분을 연결하는 선
- 동단

말레이 반도 남단의 탄중피아이 (북위 1도 16분 동경 103도 31분에서 형제섬(북위 1도 11분 5초 동경 103도 21분 00초)을 통과 클레인까라문(Klein Karimoen)(북위 1도 10분 00초 동경 103도 23분 5초)을 연결하는 선
- 북단

말레이 반도 남안
- 남단

수마트라섬 북부 동해안에서 탄중끄다부(Tanjong Kedabu)(북위 1도 06분 동경 102도 58분을 통과하여 클레인까라문을 연결하는 선

## 역사
166년, 대진국 왕 안돈(安敦)의 사자와 4세기 말에서 5세기 초반의 동진 (중국 남북조 시대)의 법현, 7세기 후반의 의정, 14세기의 이븐 바투타, 15세기 명나라 정화의 대장정 등 모두 말라카 해협을 이용했다. 13세기 말 《동방견문록》을 쓴 마르코 폴로도 이곳을 이용하여, 순풍을 기다렸기 때문에 수마트라 북단의 페락에서 5개월간 머물렀다.

### 스리위자야 왕국과 마자파힛 왕국

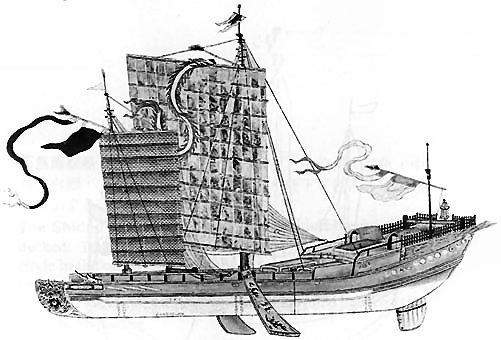
송나라 시대의 정크선

유라시아 대륙의 동서를 잇는 ‘인도양 네트워크’는 당초 말레이 반도의 끄라 지협을 횡단하는 루트가 주류였기 때문에 동남아시아 물산은 부남과 참파 왕국이 최대 집산지가 되었지만, 그 후 7세기에서 8세기에 걸쳐 무슬림 상인들이 내항하게 되면서 말라카 해협을 경유하는 노선으로 바뀌게 되었다. 서아시아의 배가 광저우와 취안저우시 등 중국 남부를 들러기 위해 이 항구 도시에는 아랍인과 페르시아인의 거류지가 있었다고 한다.
이렇게 말라카 해협은 태평양과 인도양을 잇는 해상 교통의 요로였으며, 이 해협 연안에 번영한 국가 중에는 해협 양쪽 영역 지배하여 무역을 통해 부강을 도모한 세력도 여러 번 역사에 등장했다. 7세기에 수마트라섬 남부에서 번영을 누렸던 항구 도시 국가, 스리위자야 제국도 그들 중 하나였다. 당나라 승려 의정은 인도로 유학을 떠나기 전에 5개월 동안 체류했고, 유학을 마치고 인도에서 돌아오는 길에 10년 동안 스리위자야에 체류하면서 산스크리트어 불전의 필사본과 한역을 했다. 귀국 후에 그가 저술한 《남해기귀내법전》(南海寄歸内法傳)에서 스리위자야는 1,000여 명의 승려가 있었고, 불교의 수준도 인도에 못지않았다고 기록했다. 의정은 귀로에 크다(말레이시아 크다주)를 통해 스리위자야 수도에 들어갔고, 그 수도는 현재의 팔렘방(인도네시아 남수마트라주) 근처에 있었다.
스리위자야는 한때 자바를 본거지로 하는 사일렌드라의 세력에 밀려 쇠퇴했지만, 정쟁에 패해 망명한 사일렌드라 왕가의 발라푸트라를 왕으로 맞이하여 세력을 만회했다.
당나라가 쇠퇴하면서 육상의 ‘오아시스길’, ‘초원길’의 통행은 결코 안전하지 못했고, 그 반대로 ‘바닷길’에 대한 의존도가 비약적으로 늘어나, 스리위자야의 융성에 박차를 가하게 되었다. 오대십국을 거쳐 송나라 건국에 이르는 10세기 전반에서 중반까지는 이븐 알파키흐(Ibn al-Faqih)와 아부 자이드(Abu Zayd) 등 아랍인이 쓴 여행기에서도 스리위자야의 번영이 기록되어 있으며, 그곳에서는 ‘자박크’라고 불렸다. (혜초도 이곳을 다녀갔다.)
송나라 시대 중국인도 활발히 남해 무역에 진출하여 주법비(周去非)의 《영외대탑》(嶺外代答)이나 조여괄(趙汝适)의 《제번지》(諸蕃志) 등의 뛰어난 책도 나왔다. 이 기록에 의하면, 동쪽은 자바, 서쪽으로는 아라비아 반도와 남부 인도 등지에서 내항하는 선박이 이 해협을 이용하지 않는 선박은 없었다. 만약 입항하지 통과하려고 하는 상선이 있다면, 스리위자야 왕국이 수군을 보내 공격을 했다. 팔렘방 항구에는 쇠사슬이 있어 해적이 항구에 들어오면 쇠사슬을 감고, 상선이 내항하면 이것을 열어 맞이한 것 등을 담고 있다.
스리위자야는 10세기부터 11세기에 걸쳐 자바 기반의 케디리 왕국과 인도 남부 촐라 왕조의 공격을 받았지만, 이것은 왕국이 말라카 해협의 무역을 독점하고, 그에 따른 부를 축적했기 때문이었다. 14세기에는 자바 기반의 힌두교 국가 마자파힛 왕조의 지배를 받았다. 마자파힛 왕조는 14세기에 가자 마다가 나타나 한때 말레이 반도에서 수마트라 자바의 두섬, 이어 칼리만탄섬의 남쪽을 지배하는 광대한 해상 제국을 건설했다.
한편, 13세기 이후 수마트라섬 북부와 말레이 반도 주민의 무슬림화가 진행되기 시작했다. 13세기 말에 현지에 체류했던 마르코 폴로는 북수마트라의 사람들이 활발하게 이슬람교로 개종하는 것을 《동방견문록》 속에 남겨두었다. 아랍인의 내항과 이슬람교 전래가 몇 세기 지난 13세기에 무슬림화가 급속히 진전된 이유로 인도의 눈부신 이슬람화 진전이 있었던 것이 역시 13세기였다는 것이다. 인도 문화의 영향을 받기 쉬운 동남아 인도계 무슬림 상인들이 이런 결과를 가져 왔다고 생각할 수 있다. 이 시대에 이슬람 세력 중에서도 포교에 가장 적극적이었던 신비주의 교단 수피파가 존재했었다는 이유 등을 들 수 있다.
14세기 말부터 15세기 초에 걸쳐 이슬람 정권인 말라카 왕국이 등장했다. 이들은 말레이 반도 북서부에 스리위자야와 마자파힛 두 세력을 누르고 말라카 해협의 양안을 지배하는 해상 국가를 건설했다.

### 범선 시대의 동서 교역

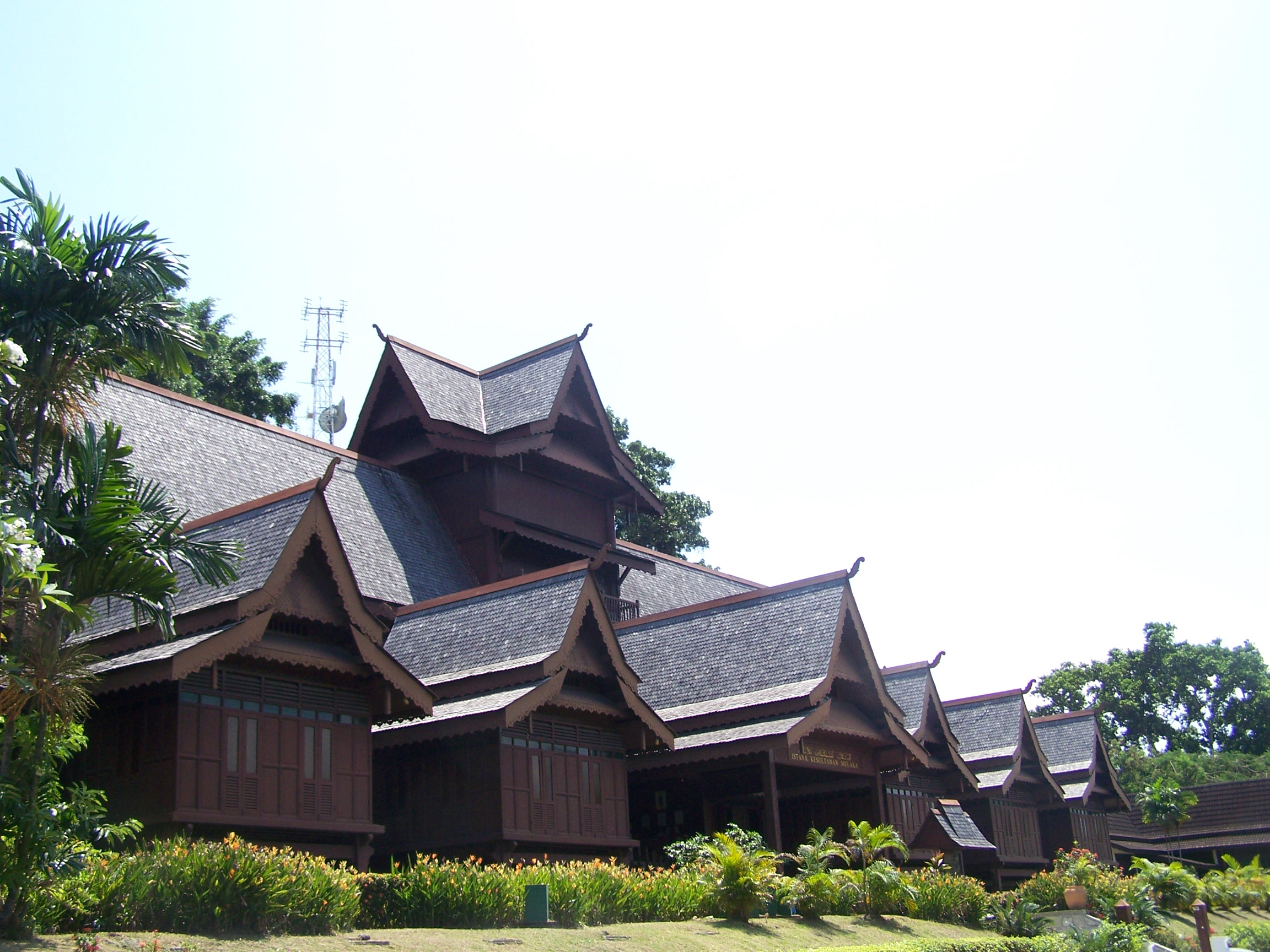
복원된 말라카 왕궁

범선의 시대에는 고대 이집트, 고대 로마, 아라비아, 아프리카, 터키, 페르시아, 인도 등 해협 서쪽 나라에서 식량을 가져온 무역선은 현재 말레이시아 서해안의 쿠다 항구와 말라카를 이용했다. 고대에는 여름 (6월 - 11월)에는 계절풍(무역풍)을 타고 서쪽에서 무역선이 크다 등에 도착하며, 겨울(12월 - 3월)에 반대 방향의 바람을 이용하여 귀항하는 경우가 일반적이었다.
6세기 무렵 유명한 항구로 번영했다 크다에는 거룻배, 인부, 코끼리, 세관 등이 정비되어 있었으며, 여기에 도착한 짐은 일단 들어와 말레이 반도 동해안 클란탄주 주변까지 육상으로 수송되었다. 중국 등 동쪽으로 수출하는 경우도 클란탄 등의 항구에서 화물을 실었다.
지역별 거래되는 각지의 특산물로는 다음과 같은 것들이 있었다.
- 인도 ................. 곡물 (쌀 등), 상아, 각종 직물, 염료
- 아라비아 반도, 서아시아... 유향, 몰약, 말, 도기, 유리, 카펫
- 동남아.................... 향료, 향신료, 나무, 염료
- 중국...................... 도자기, 비단, 동전

말라카 해협은 중국을 기원으로 남중국해와 동중국해에서 사용된 정크선과 인도양 일대에서 널리 이용된 돛이 하나 달린 다우 선박이 함께 오가는 바다였다. 12세기에서 13세기까지 동남아시아에서는 중국과 인도, 서아시아 사이의 중계무역을 위한 항구 도시가 발달했다. 이것은 몬순 (계절풍)의 관계에서 인도양 해역과 동아시아 지역 사이를 왕복하려면 2년의 기간이 필요했지만, 동남아시아의 항구 도시 사이를 왕복하기만 하면 그 절반 이하의 시간밖에 걸리지 않았기 때문이다.

### 말라카 왕국의 번영과 유럽인의 진출

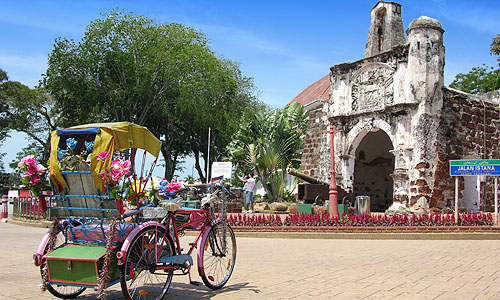
말라카의 포르투갈 요새 산티아고 요새의 흔적

15세기, 해협 최대의 무역항은 말라카였으며, 중계무역으로 번영한 항구 도시국가 말라카 왕국의 주요 항구는 붐볐다. 말라카의 항만 업무를 담당하는 장관은 4명으로 제1 장관은 인도 서부의 구자라트, 제2 장관은 인도 남부, 벵갈과 버마(미얀마), 제3 장관은 동남아시아의 도서 지역, 제4 장관은 명나라, 류큐 왕국, 참파를 각각 담당했다. 말라카는 상인과 선원, 통역, 항만 노동자, 사람과 물류를 관리하는 관원, 뱃사람과 상인을 상대를 유녀 등으로 붐볐다.
16세기 초 포르투갈인 토메 피레스의 《동방제국기》에 따르면, 말라카 항구 도시는 카이로, 메카, 아덴의 무슬림, 아비시니아인(에티오피아), 킬와나 말린디 등 아프리카 대륙 동쪽 사람들, 페르시아만 연안의 호르무즈 왕국 사람, 페르시아인, 룸인 (그리스인) 등을 열거한 후 “62개의 나라에서 상인들이 모였고, 84개의 말을 하고 있다”고 적고 있다. 이러한 번영을 알게 된 포르투갈 제국은 1511년 16척의 군함으로 이 도시를 공격하여, 점령하고 포르투갈 제국의 주요 거점 중 하나로 만들었다. 1498년에 바스코 다가마가 인도 항로를 발견하고 15년도 채 되지 않아 일어난 일이었다.

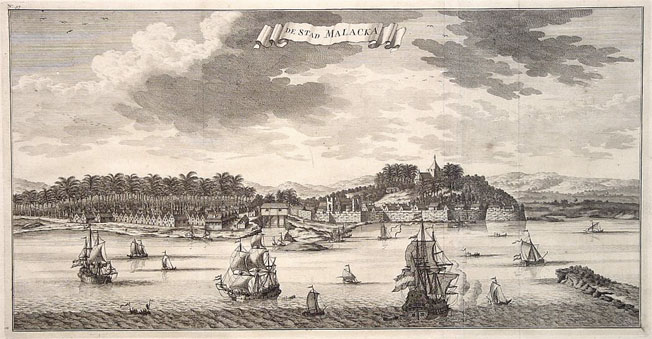
말라카의 옛 그림 (1726년）

그 후, 말라카 해협의 양안은 포르투갈과 수마트라섬 북단의 아체 왕국, 말레이 반도 남부와 리아우 제도에 기반을 둔 조호르 술탄국 3자가 합종연횡을 반복하며 말라카 해협의 교역의 이익을 독점하려고 했고 (삼각 전쟁), 17세기 전반에는 아체 왕국이 우세를 보이며, 아체 전성시대를 구축했지만 결국 이민자였던 네덜란드와 말라카 왕국의 후예였던 조호르 술탄국이 연합하여 1641년에 포르투갈 세력을 몰아내면서 말라카는 네덜란드가 점령하는 곳이 되었다. 그러나 말라카는 무역항으로서의 명성이 퇴색하였고, 17세기 후반에는 해상을 통제하게 된다. 네덜란드는 아체와도 좋은 관계를 구축한 조호르 술탄국이 잠비 왕국과 경쟁하면서 전성기를 맞아 동서 교역의 중계를 통해 번영을 누린다.
해협 지대에는 말레이족을 비롯하여, 수마트라 내륙의 미낭카바우족과 술라웨시섬 남부의 부기족 등 동남아 각지의 민족, 중국인, 인도인, 아랍인, 페르시아인, 유럽인, 일본인 등 수많은 인종과 민족이 살았다. 말라카는 그 후 19세기 초 나폴레옹 전쟁 때 영국에 의해 점령되었다. 말라카는 일단 네덜란드에 반환되었지만, 1824년, 영국은 네덜란드와의 사이에 영란협정을 맺어 말레이 반도 측은 영국의 세력권이 되었고, 수마트라 쪽은 네덜란드의 세력권이 되었다.
1869년의 수에즈 운하의 개통 이후 지금까지 수마트라 · 자바섬 사이의 순다 해협을 이용하던 선박도 대부분이 말라카 해협을 이용하게 되면서 중요성이 증대되었다. 특히 말레이 반도 측의 광업, 농업 개발이 대규모로 촉진되었고, 페낭, 싱가포르 두 항구의 발전을 가져왔다.
네덜란드 동인도 회사 행정청은 1871년의 〈수마트라 조약〉을 맺어 영국의 간섭을 배제하였다. 이어 1873년 해협의 안전 확보를 명목으로 아체 왕국의 보호령화를 꾀하면서 왕국을 침공하여 아체 전쟁을 일으켰다. 아체 왕국은 거의 40년간 끈질기게 저항하였고, 1912년이 되어서야 네덜란드군이 수마트라 전역을 제압할 수 있었다. 이에 따라 현재 인도네시아 전역이 네덜란드의 식민지가 되었다. 현재 말레이시아에 해당하는 영국령 말레이 연합국이 성립한 것은 1896년의 일이다.
제2차 세계 대전 때 영국군이 일본군에 추방되어 종전까지 일본군의 점령하에 있었다. 종전 후 영국과 네덜란드의 국력이 저하됨에 따라 인도네시아는 네덜란드령, 말레이 연합 국가는 말라야 연합(이후의 말레이시아 연방, 현재의 말레이시아)으로 영국령에서 독립하게 되었다. 해협 연안국의 영해는 3해리에서 12해리로 확대되어, 과거 공해로 자유로운 항해에 제공되어왔던 해협도 현재는 영해화되어 있다.
말라카 해협은 1994년 발효된 ‘유엔 해양법 조약’에서 ‘국제 해협’에 해당한다고 규정되었다. 따라서 외국 함선이나 항공기가 국제법상의 동의와 연안국의 법령에 따른다는 조건으로, 해협 통과를 위한 통항권을 인정받고 있으며, 연안 국가들은 현재 항로대와 분리통항대를 설정하고 통항 선박이 준수하도록 요구하고 있다.

## 경제적 중요성

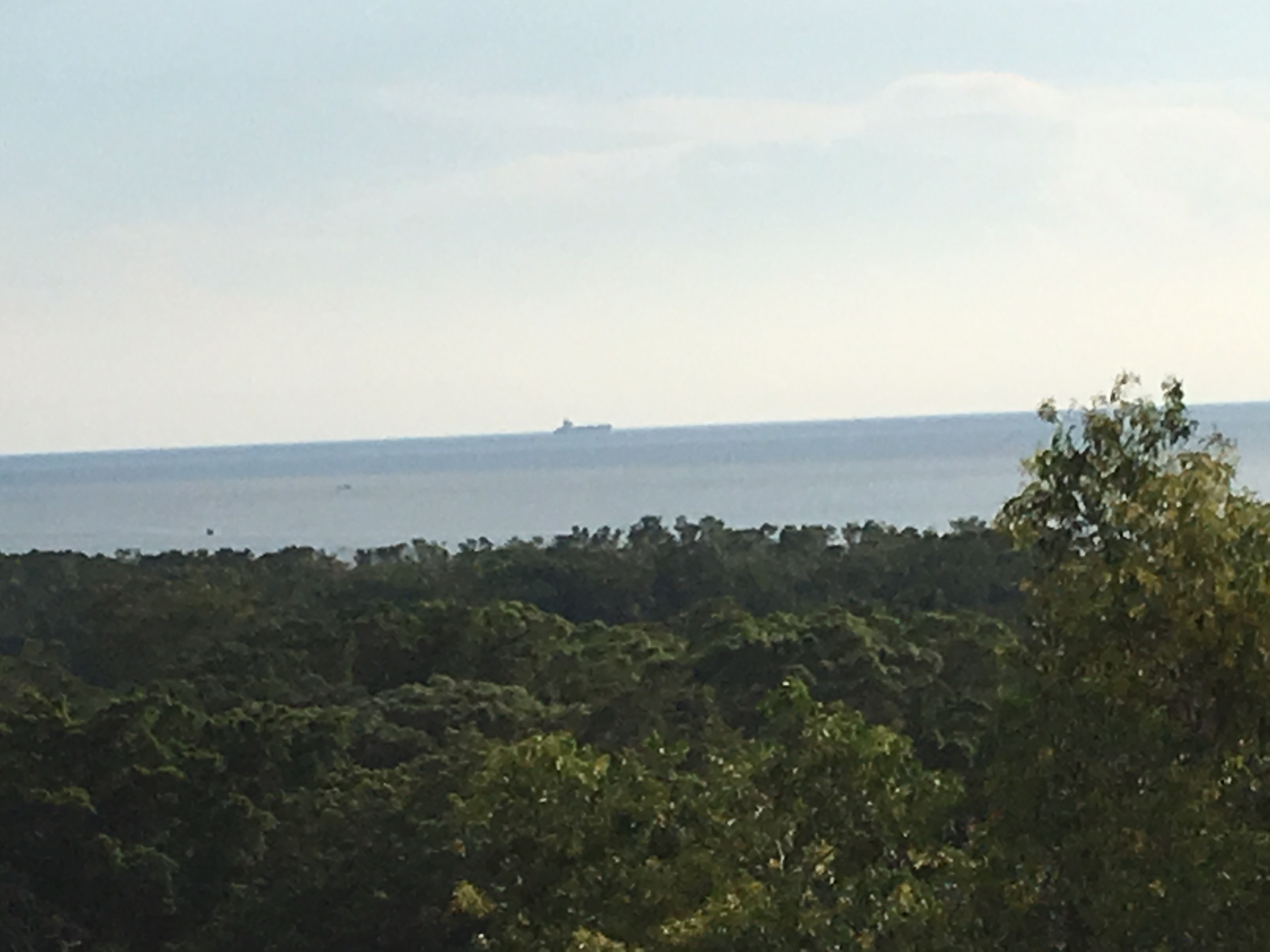
쿠알라셀랑고르의 부킷 멜라와티에서 본 말라카 해협

말라카 해협은 경제적, 전략적인 관점에서 세계에서 가장 중요한 운송 노선 중 하나이다.
해협은 인도양과 태평양 사이의 주요 운송로이며 인도, 태국, 인도네시아, 말레이시아, 필리핀, 싱가포르, 중국, 일본, 대만, 그리고 한국과 같은 아시아 주요 국가들과 연결된다. 매년 94,000척 이상의 선박이 말라카 해협을 통과하며, 2008년을 기준으로 세계에서 가장 붐비는 해협이었다. 이곳을 통해 세계 수출입품의 약 25%를 운송하며, 품목으로는 원유, 중국산 제품, 석탄, 팜유 그리고 인도네시아 커피를 포함한다. 페르시아만 공급 업체에서 아시아 시장으로 바다로 운송되는 모든 석유의 약 1/4이 이곳을 통과한다. 2007년, 하루 약 1,370만 배럴이 이곳을 통해 운송되었는데, 2011년에는 약 1,520만 배럴로 증가했다. 게다가, 싱가포르 남부에 인접한 필립스 수로의 경우 가장 좁은 지점이 2.8km 밖에 되지 않기 때문에, 이곳은 세계에서 교통체증이 심하게 일어나는 병목 지점이기도 하다.
말라카 해협을 통과할 수 있는 선박의 최대 크기를 ‘말라카막스’(Malaccamax)라고 한다. 초대형 선박(주로 유조선)의 경우, 해협의 최소 깊이 25m로는 충분한 깊이를 충족시키지 못한다. 이것은 상대적으로 얕은 싱가포르 해협에 의해 결정되며, 이들은 동쪽의 카리마타 해협을 통과한다. 다음으로 가장 가까운 통로는 수마트라와 자바 사이의 순다 해협으로 훨씬 더 얕고 좁다. 따라서 말라카막스를 초과하는 선박은 수천 해리를 우회해서 롬복 해협, 마카사르 해협, 시부투 해협을 이용하거나, 민도로 해협을 이용해야 한다.

## 위험요소

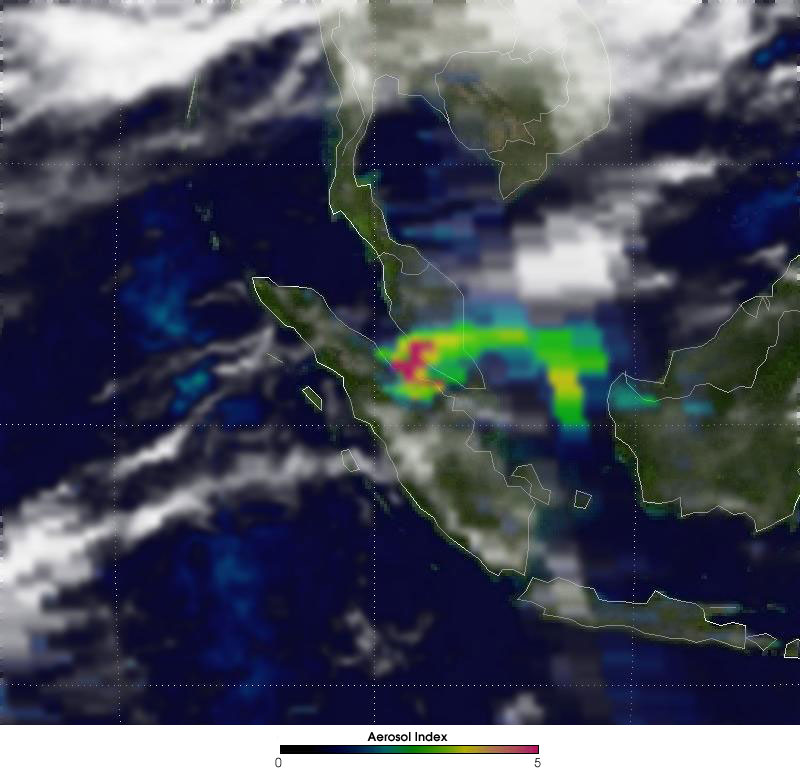
산불로 인해 발생하는 연무는 가시거리를 제한한다.

### 해적
해적 행위는 해협에서 문제가 되어왔었다. 2001년 9월 11일 사건 이후에 2000년대를 통해 해적이 증가해 왔다. 2004년 상반기에 공격이 다시 증가한 이후 지역 해군이 2004년 7월에 이 지역에 대한 순찰을 강화했다. 그 결과 말라카 해협에서 습격을 받는 함선은 2005년 79건에서, 2006년에는 50건으로 떨어졌다. 최근 보고에 따르면 최근 몇 년 동안 공격은 거의 제로 수준으로 떨어졌다.

### 난파선과 충돌
지역 TSS (Traffic Separation Scheme: 통항 분리 방식) 채널에서 1880년대 이후 34건의 난파선이 있었다. 이 난파선들은 좁고, 얕은 해협에서 충돌 위험을 초래한다.

2017년 8월 20일 미국 해군 구축함인 USS 존 매케인호가 해협의 동쪽 근거리에서 완전 조타 능력을 상실한 상선 알닉 MC(Alnic MC)와의 충돌하여 10명의 승무원이 사망한 사건이 있었다.

### 산불
또 다른 위험으로 매년 인도네시아 수마트라에서 발생하는 산불로 인해 발생하는 연무가 있다. 이 연무는 가시거리를 200m로 줄여서 붐비는 해협에서 선박의 속도를 늦추게 한다. 해협은 350m 이상 길이를 가진 선박들이 자주 이용된다.

## 해소 방안
태국은 경제적인 중요성을 가진 더 짧은 경로를 통해 해협의 교통량을 상당 부분 분산시키려는 계획을 수립하고 있다. 태국 정부는 여러 차례 끄라 지협을 통해 두 대양 사이의 통행 거리를 960km가량 줄이는 계획을 제안했었다. 2004년 워싱턴 타임스에 유출된 보고서에 따르면 중국이 비용을 충당하겠다고 제안했다는 것이다. 일부 태국 정치인들의 지원에도 불구하고 재정적, 생태적 비용은 그러한 운하가 건설되지 않을 것이라는 점을 시사한다.
또 다른 대안으로는 끄라 지협을 가로지르는 송유관을 설치하여 다른 쪽에서 기다리는 선박에 오일을 운송하는 방안이 있다. 이 계획을 지지하는 측에서는 아시아에 석유 공급 비용을 배럴당 $0.5 정도를 절감할 수 있을 것이라고 계산하고 있다. 미얀마도 유사한 송유관을 제안하고 있다.

## 참고 문헌
- 永積昭『東南アジアの歴史』講談社〈講談社現代新書〉, 1977년 7월, ISBN 4-06-115857-0
- 尾本惠市『海のアジア1 海のパラダイム』岩波書店, 2000년 11월, ISBN 4000265717。

## 같이 보기
- 호르무즈 해협